# 科爾特高地
75°21′S 138°15′W / 75.350°S 138.250°W
科爾特高地（英語：Coulter Heights）是南極洲的高地，位於瑪麗伯德地沿岸，處於斯特勞斯冰川和弗羅斯特曼冰川之間，美國地質調查局根據測量和該國海軍的空中照片繪入地圖。